# آندرس رومرو (بازیکن فوتبال آرژانتینی)
آندرس رومرو (انگلیسی: Andrés Romero؛ زادهٔ ۲۱ دسامبر ۱۹۸۹) بازیکن فوتبال اهل آرژانتین است.
از باشگاه‌هایی که در آن بازی کرده‌است می‌توان به باشگاه فوتبال مونترال، باشگاه فوتبال کریسیوما، و باشگاه فوتبال آرژانتینوس جونیورز اشاره کرد.
وی همچنین در تیم ملی فوتبال زیر ۲۰ سال آرژانتین بازی کرده‌است.